# Plutonia taburientensis
Plutonia taburientensis is een slakkensoort uit de familie van de Vitrinidae. De wetenschappelijke naam van de soort is voor het eerst geldig gepubliceerd in 2000 door Groh & Valido.